# Kreuzplatz

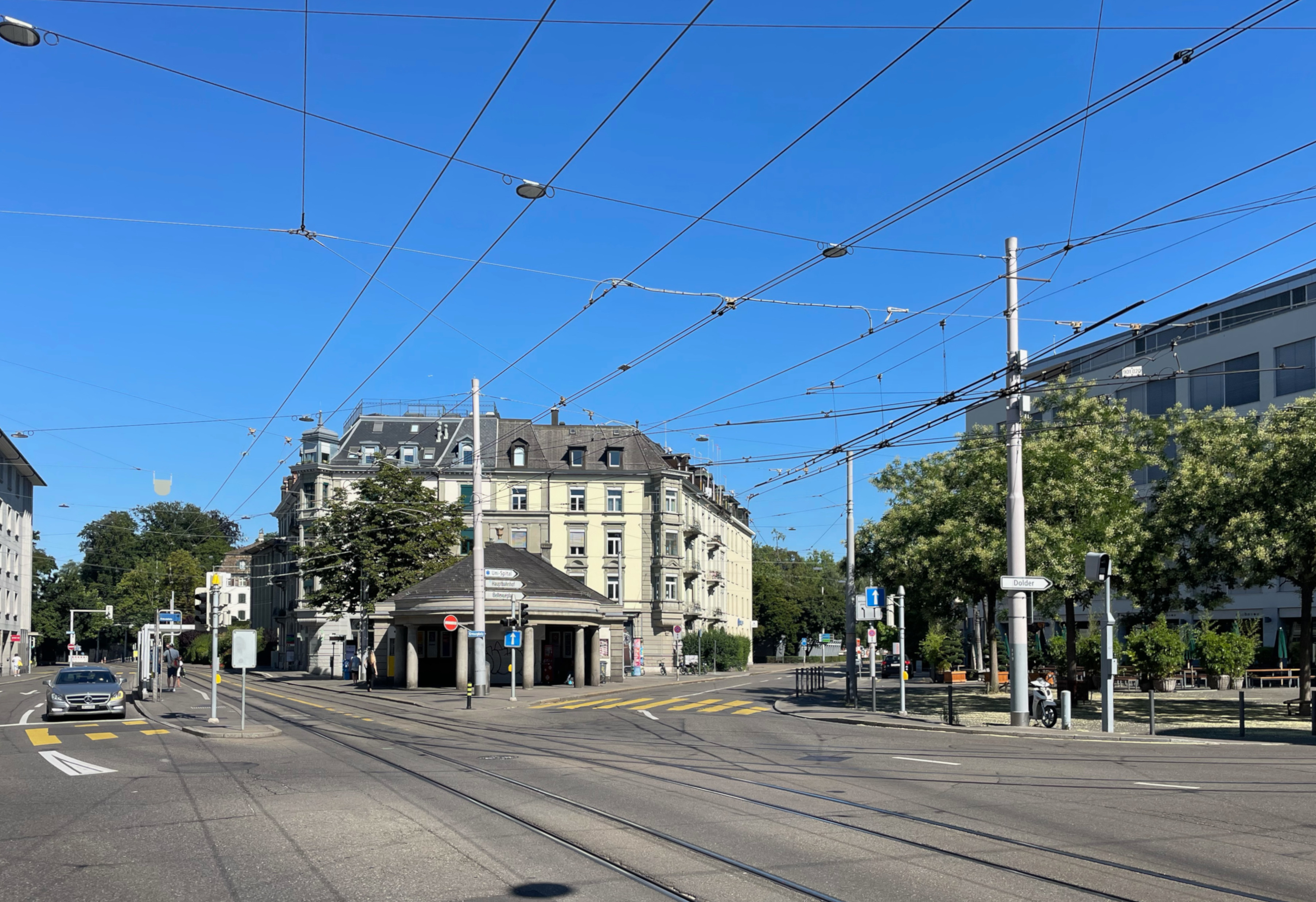
Kreuzplatz, Juli 2022

Der Kreuzplatz ist ein Platz in der Schweizer Stadt Zürich südöstlich des Bahnhofs Stadelhofen. Am Kreuzplatz treffen sich die Kreuzbühlstrasse, die Zollikerstrasse, die Forchstrasse und der Zeltweg. Die Forchbahn (S18), die Tramlinien 11 und 8 und die Trolleybuslinie 31 der Verkehrsbetriebe Zürich erschliessen den Platz. Der Name Kreuzplatz stammt vom Kreuz, das dort als Markstein des städtischen Bannbezirkes stand und nach dem nach 1839 die ganze Umgebung benannt wurde.

## Geschichte
Der grosse Rat von Zürich veranlasste in den Pestjahren 1611 den Bau einer Filialkirche mit Friedhof für die drei ehemaligen Gemeinden Hirslanden, Hottingen und Riesbach. Als Standort wurde das Käppeli beim Kreuz am Klosbach gewählt.

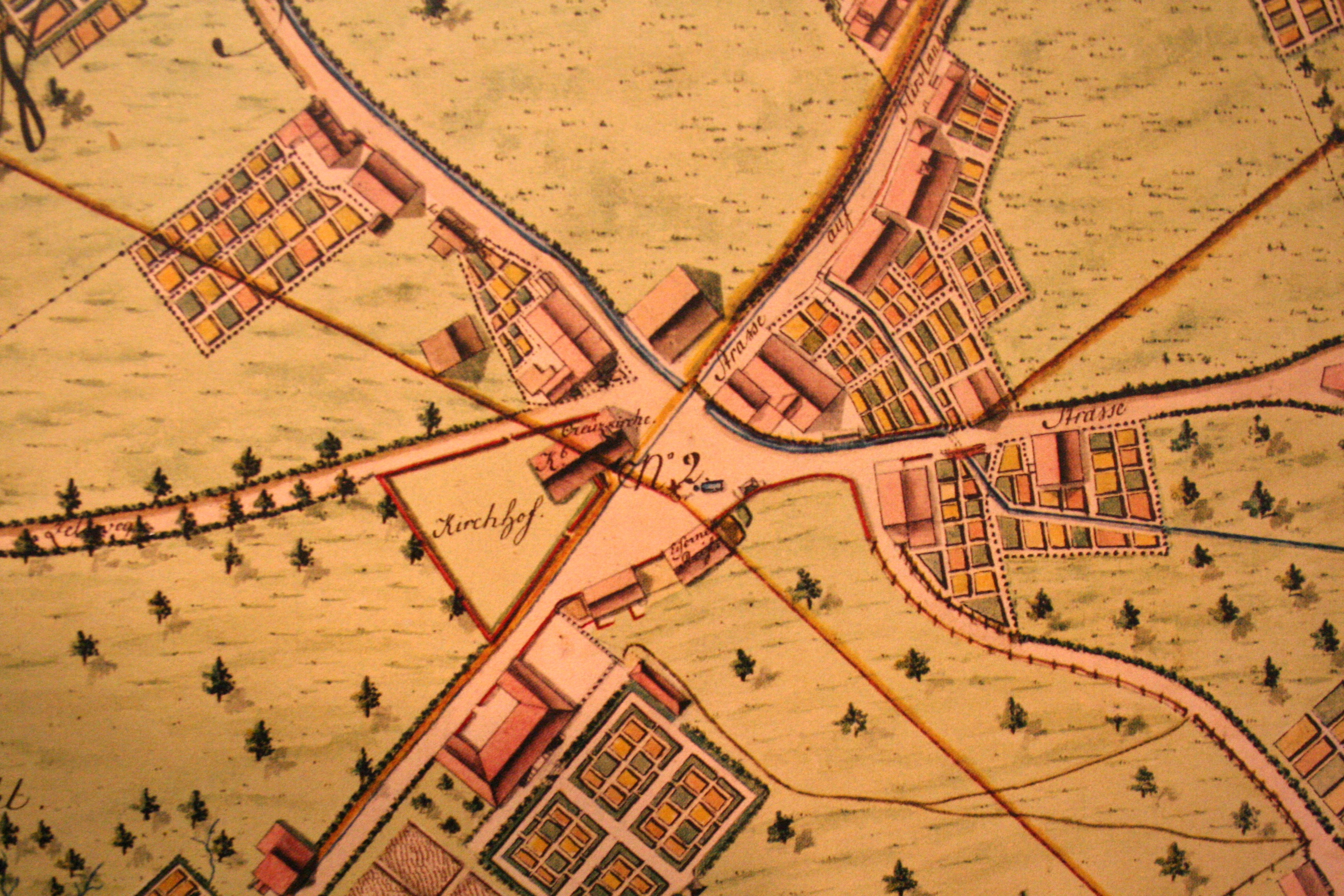
Der Kreuzplatz auf dem Müllerplan von 1793
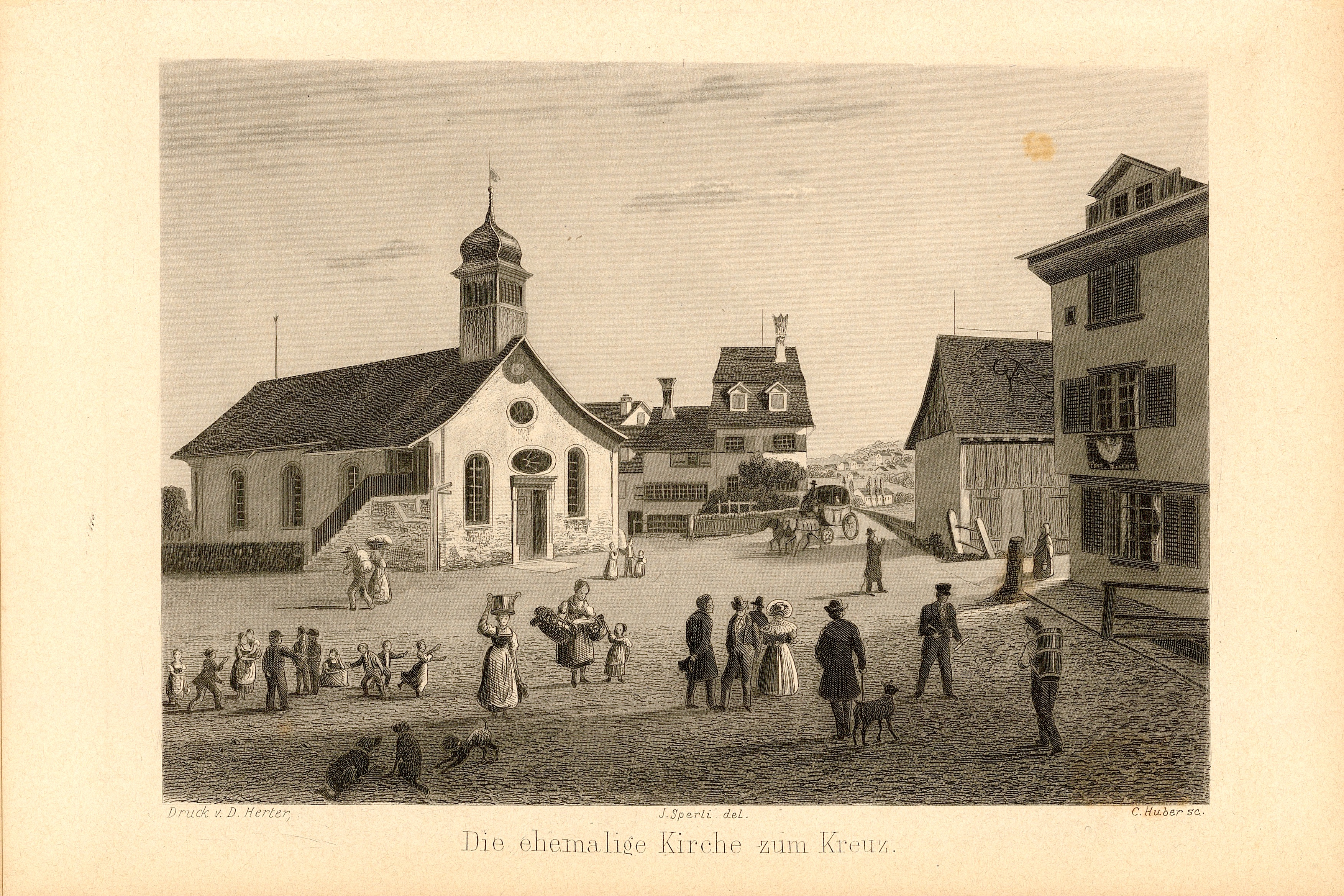
Die alte Kreuzkirche von 1611 um 1835 von Süden. Nach links verläuft heute die Kreuzbühlstrasse. Die Kutsche kommt aus der Klosbachstrasse.
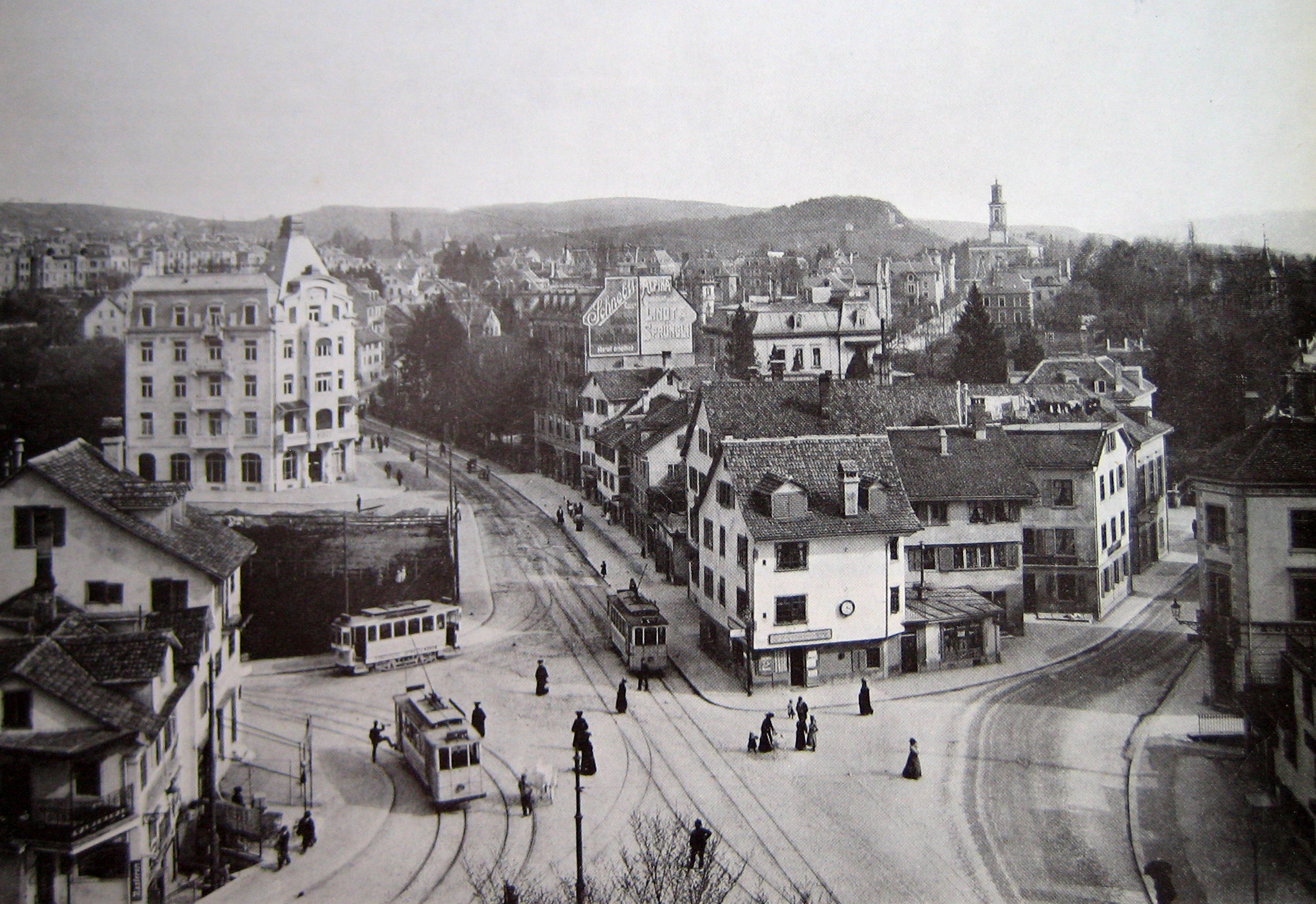
1905. Blick nach Südosten Richtung Rehalp. Rechts die Zollikerstrasse, geradeaus die Forchstrasse. Rechts hinten die Neumünsterkirche.

Nach 1629 wurde die Kirche für Gottesdienste und Predigten benützt. Obwohl die angeschlossenen Gemeinden des Sprengels immer grösser wurden, konnte sie erst im Jahre 1729 vergrössert und renoviert werden. 1783 wurde sie erweitert und 1839, nach der Erstellung der heutigen Neumünsterkirche, abgebrochen.
1918 wurde am Standort der alten Kirche von 1611 eine offene Wartehalle mit Säulen und Kegeldach gebaut. In der Kuppel ist neben der alten Kreuzkirche und den Wappen der früheren Gemeinden Hirslanden, Riesbach und Hottingen auch der Brunnen abgebildet, der einst auf dem Kreuzplatz stand. Auch er wurde 1839 abgebrochen.

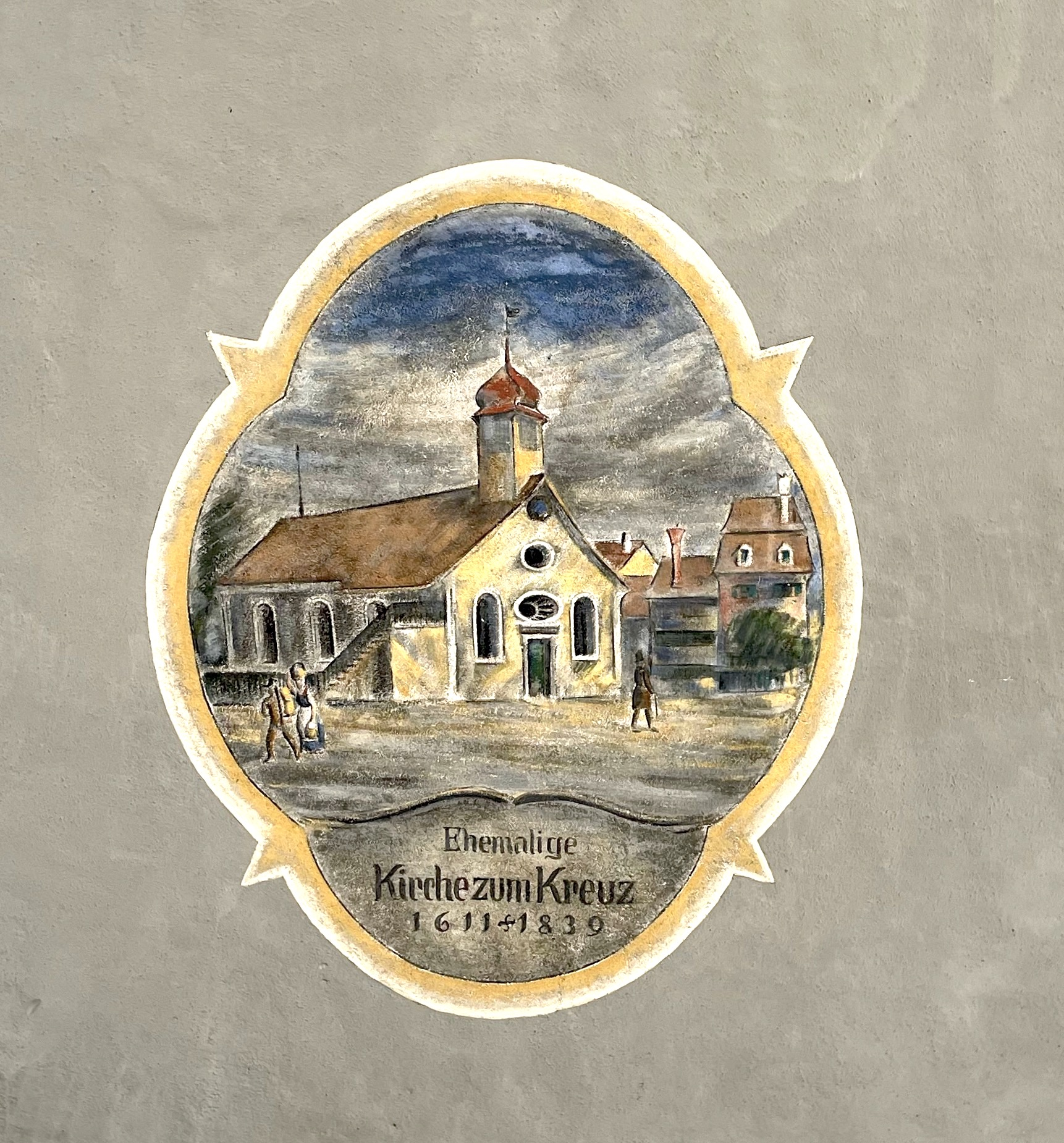
Die Kreuzkirche von 1611
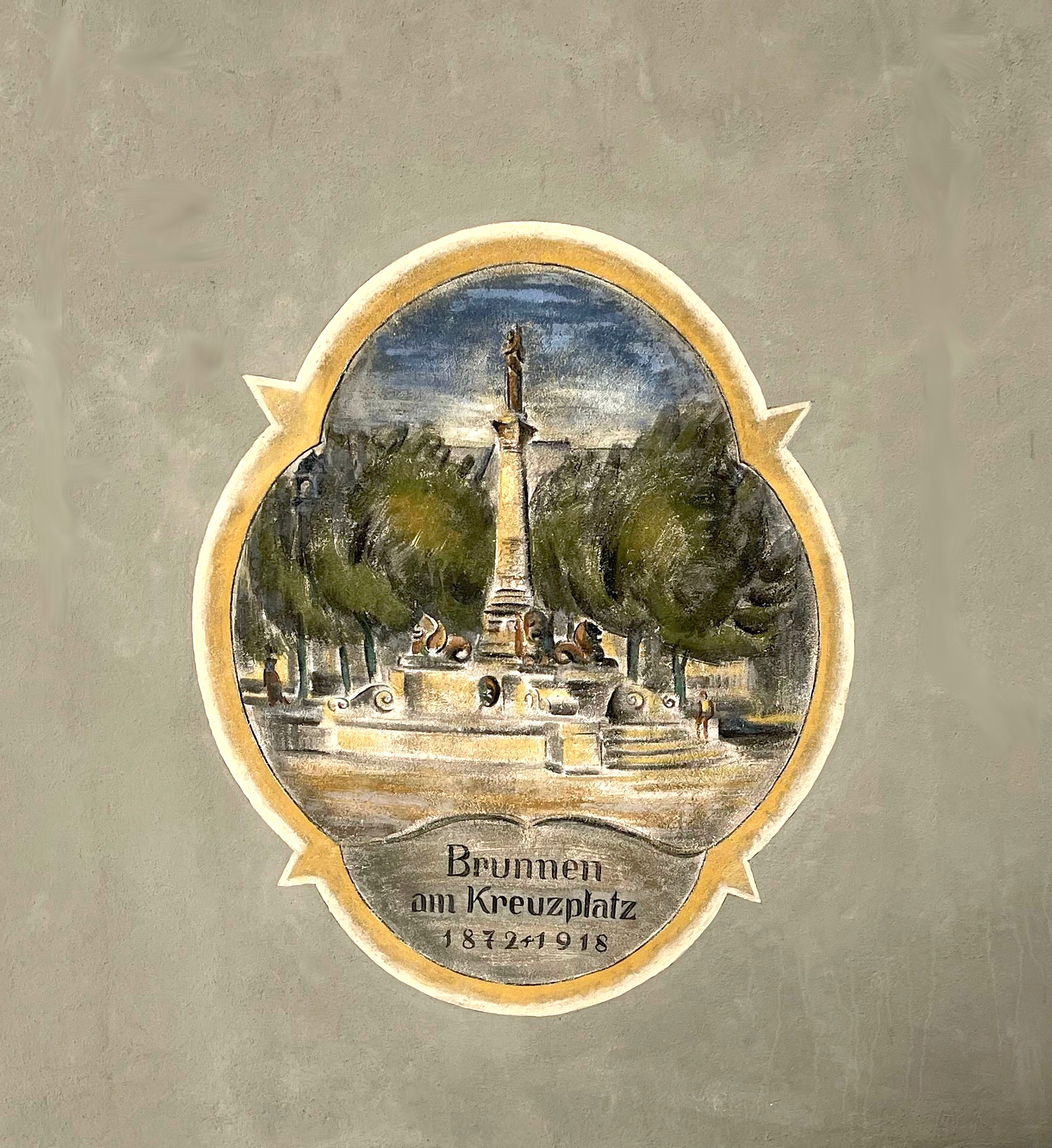
Brunnen auf dem Platz
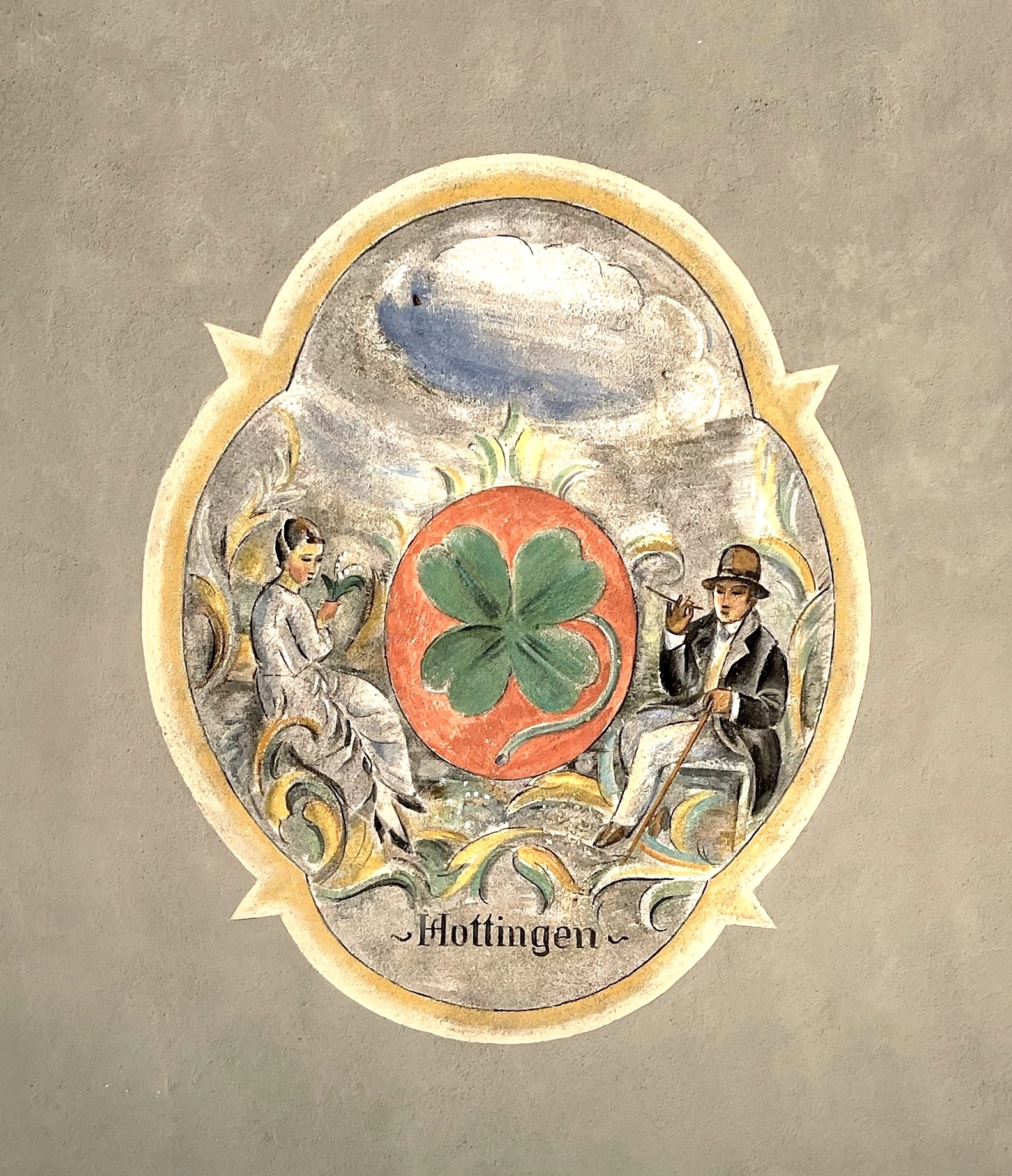
Hottingen
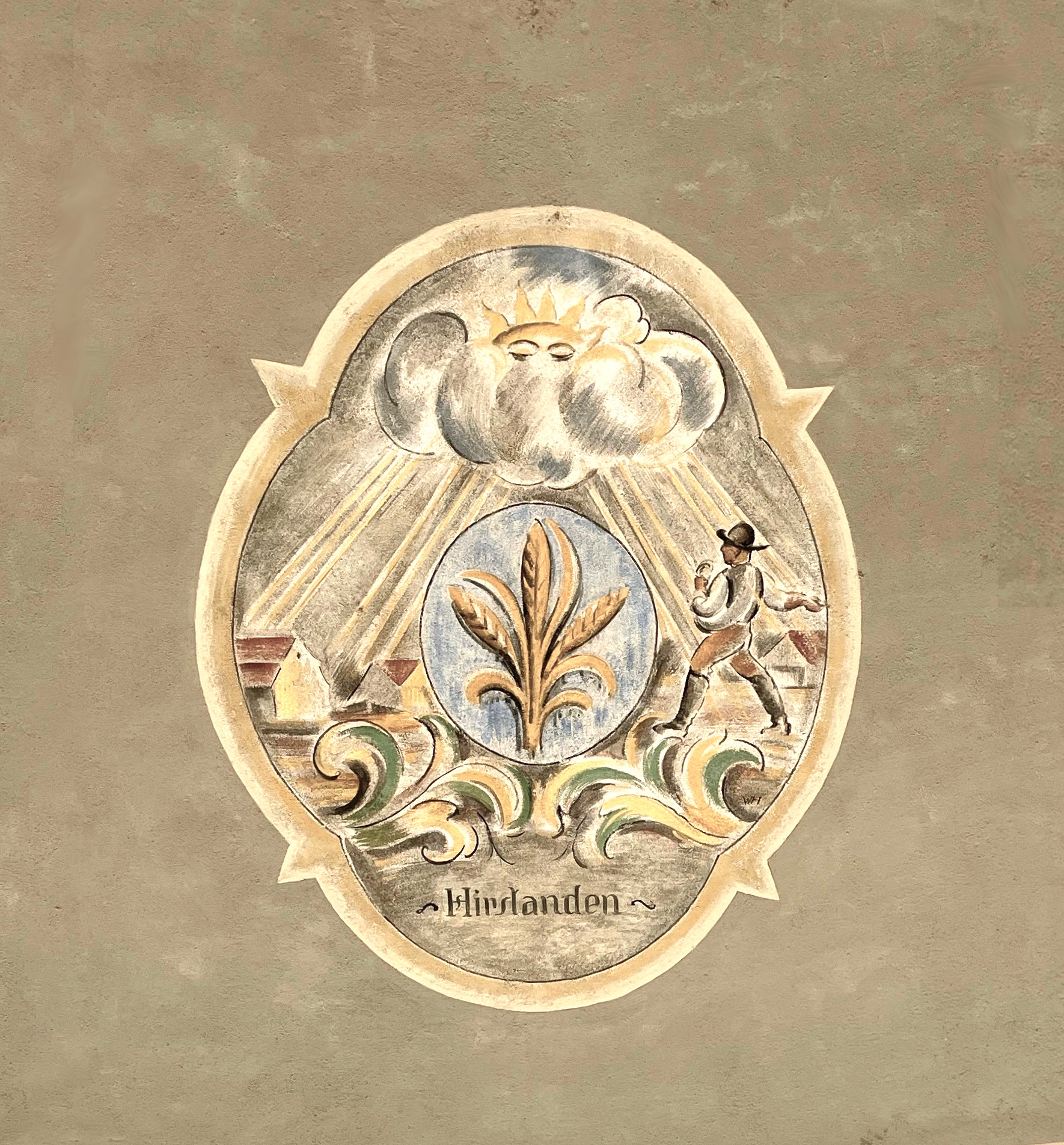
Hirslanden
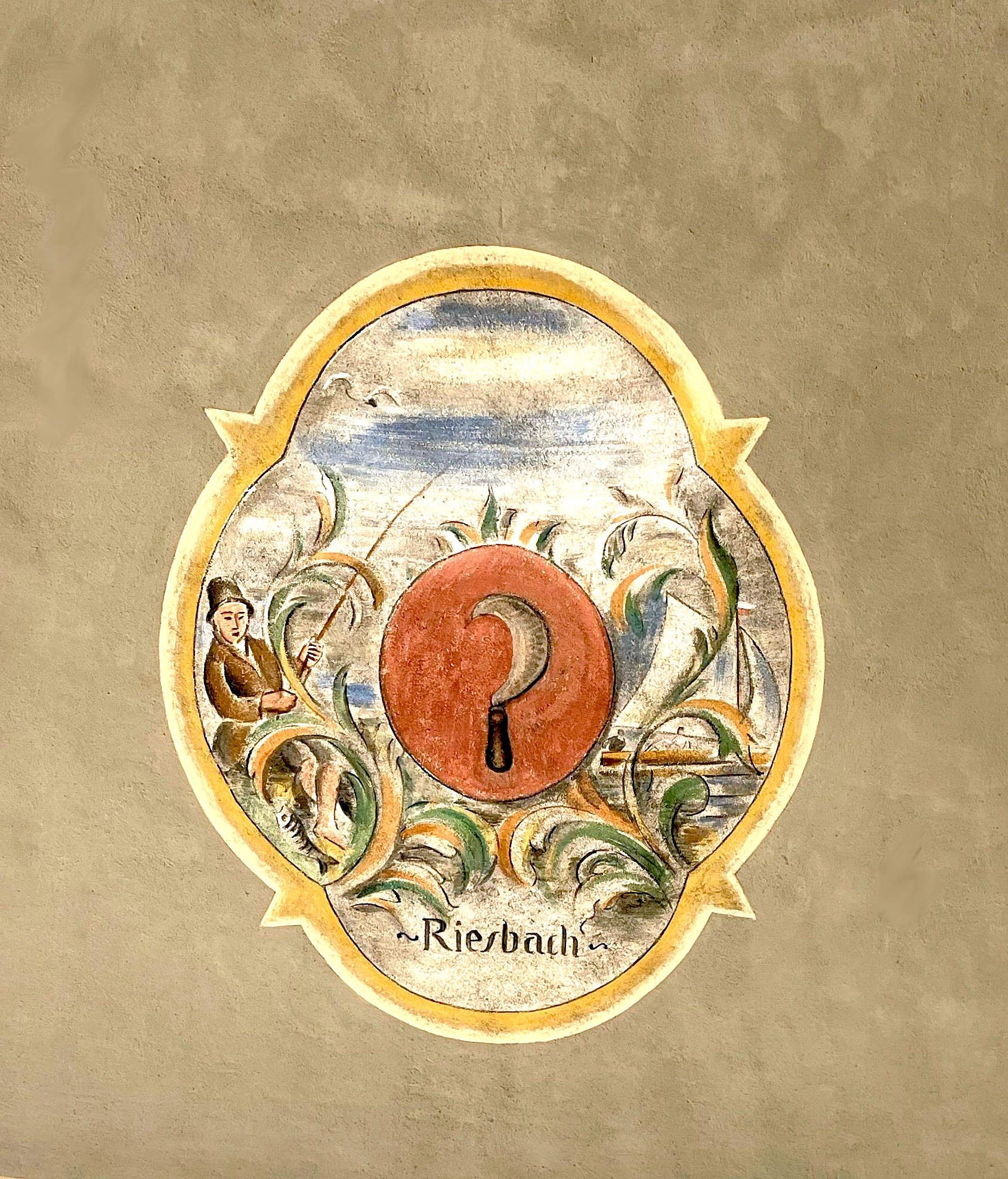
Riesbach

Zwischen Klosbachstrasse, Zeltweg und «Artergut» blieben noch lange einige Gebäude aus dem frühen 19. Jahrhundert erhalten. Als die abgebrochen zu werden drohten, wurde am 19. Januar 2000 die Volksinitiative «Rettet den Kreuzplatz» eingereicht. Ihr Ziel war, das Areal einer Kernzone zuzuweisen und eine Überbauung nur aufgrund eines zusätzlichen Gestaltungsplanes zuzulassen. Die Volksinitiative wurde von einer Spezialkommission vorberaten und dem Gemeinderat zur Ablehnung empfohlen. Dieser lehnte am 30. Mai 2001 die Initiative deutlich ab. Mit ebenfalls grossem Mehr lehnte das Zürcher Stimmvolk am 23. September 2001 die Initiative ab. Am 19. Dezember 2000 hatte die Bausektion von Zürich der Eigentümergruppe Kreuzplatz die Bewilligung für einen Neubau mit Restaurant-, Laden-, Büro- und Praxisräumen sowie 23 Wohnungen erteilt. Das Projekt wurde nach der Volksabstimmung realisiert.

## Bebauung

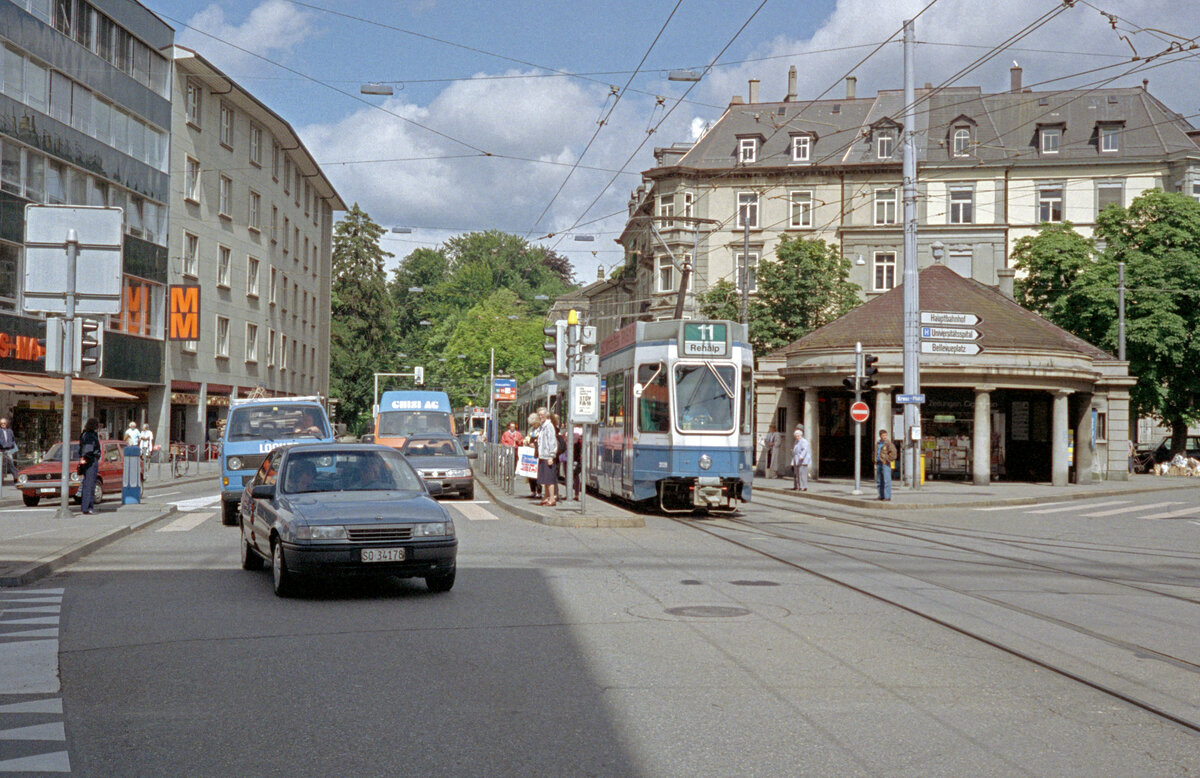
In der westlichen Hälfte zeigt sich der Platz noch heute fast wie auf diesem Bild von 1993

Die grosse Freifläche bildet einen Ausgleich zu den Verkehrsflächen am Platz. Fünf- bis sechsstöckige Gebäude aus verschiedenen Jahrhunderten umgeben den Platz mit dem kleinen Wartehäuschen in der Mitte. Am Platz finden sich eine Migros, ein Coop und ein Denner, ein Starbucks Coffee und die Fachmittelschule der frei-evangelischen Schule.